# Ramiro Costa
Ramiro Costa (n. 21 august 1991, Rosario) este un fotbalist argentinian, care evoluează pe postul de atacant la clubul din Liga I, ASA Târgu Mureș.